# Glyptodon
Glyptodon (uit het Grieks voor 'gegroefde of gesneden tand': γλυπτός 'sculptured' en ὀδοντ-, ὀδούς 'tooth') is een geslacht van grote, zwaar gepantserde uitgestorven zoogdieren van de subfamilie Glyptodontinae, verwanten van de gordeldieren, die leefden tijdens het Plioceen- en Pleistoceen-tijdperk. Het was ongeveer dezelfde grootte en gewicht als een Volkswagen Kever, hoewel platter van vorm. Met zijn afgeronde, benige schelp en gedrongen ledematen, leek het oppervlakkig op een schildpad en de veel eerdere ornithischische Ankylosaurus, een voorbeeld van de convergente evolutie van niet-verwante lijnen in vergelijkbare vormen. In 2016 bleek uit een analyse van Doedicurus mtDNA dat het in de moderne gordeldieren was genest als de zustergroep van een clade bestaande uit Chlamyphorinae en Tolypeutinae. Om deze reden werden glyptodonten en alle gordeldieren behalve Dasypus verplaatst naar de nieuwe familie Chlamyphoridae, en de glyptodonten werden gedegradeerd van de voormalige familie Glyptodontidae naar een subfamilie.

## Kenmerken
Glyptodonten kwamen voor in verschillende afmetingen, met soorten die veertig tot vijftig kilogram wogen tot werkelijke reuzen van 1600 tot 2000 kilogram, die anderhalf tot twee meter hoog konden worden en 3,3 meter lang. Kenmerkend was het uitermate harde pantser van hoornplaatjes die de bovenkant van de kop, de rug en de staart bedekten. Hun zware en weinig mobiele lichaamsbouw maakten de glyptodonten weliswaar traag, maar bijna onkwetsbaar. Sommige soorten hadden een grote stekelige staartknots die tot zeventig kilogram zwaar kon worden. Doeltreffende klappen konden ermee uitgedeeld worden, daar het inslaggebied op een bepaalde stekel werd geconcentreerd.

## Gebruik
Fossielen van Glyptodon zijn gevonden in Costa Rica, Panama en grote delen van Zuid-Amerika. De precolumbiaanse volkeren die er leefden, maakten handig gebruik van het skelet van dode glyptodonten. De rugpantsers, die vrijwel uit een stuk bestonden, werden gebruikt als woonhutten. Rugpantsers van de grotere soorten konden als woning gebruikt worden voor zes mensen. Zo wordt geloofd dat er uiteindelijk kleine nederzettingen voorkwamen, waarvan de woningen uit glyptodonpantsers bestonden.

## Ontdekkingen
Hoewel gezegd wordt dat Darwin de eerste fossielen van glyptodontines (de subfamilie) heeft gevonden, was de eerste vermelding van het geslacht Glyptodon in Europa in 1823, uit de eerste editie van 'Ossemens Fossiles' van Cuvier. De toen niet genoemde Glyptodon werd kort genoemd in een brief van Dámaso Antonio Larrañaga. Hij had een dijbeen gevonden. Het woog ongeveer zeven pond, en misschien zes of acht centimeter breed, evenals een deel van een staart. Destijds werd aangenomen dat de ontdekking toebehoorde aan Megatherium, een soort gigantische grondluiaard. Een man genaamd Sellow vond vier jaar later in Uruguay enkele schaalplaten in drie meter diepe klei. Die ontdekking maakte de professoren alleen maar zekerder dat de ontdekkingen van Megatherium waren, omdat de botten van deze prehistorische gigantische luiaard meestal in vergelijkbare omstandigheden werden gevonden en Cuvier had gezegd dat het geslacht was verlost.
Sommigen geloofden dat het pantser leek op dat van het moderne gordeldier, maar de populaire mening was de Megatherium-theorie. Pas toen professor E. D'Alton in 1833 een memoire aan de Berlijnse Academie schreef, waarin de extreme overeenkomsten van deze mysterieuze fossielen met die van het gordeldier werden vergeleken, overwoog de wetenschappelijke wereld serieus dat de stukken schild en botfragmenten konden behoren naar een of andere prehistorische versie van Dasypus. D'Alton zei dat alle eigenaardigheden van de eerste Dasypus kunnen worden vergeleken met de laatste fossiele stukken. Hij concludeerde dat de fossielen tot een of andere prehistorische versie van een gordeldier behoorden. Omdat er op dat moment nog geen volledig skelet beschikbaar was, zei hij dat zijn idee niet overtuigend was. Deze onzekerheid in de fossiele overblijfselen duurde voort totdat een man genaamd Dr. Lund de overblijfselen identificeerde als een nieuw geslacht in zijn memoires uit 1837.
Naamgeving van Glyptodon
Toen wetenschappers voor het eerst het geslacht Glyptodon erkenden, was er geen consensus over de naam. In 1837 suggereerde Dr. Lund, een professor die een memoire schreef over de oude fauna van Brazilië, deze wezens te herkennen als het nieuwe geslacht Hoplophorus. In 1838 publiceerde een andere wetenschapper, professor Bronn, in de tweede editie van zijn boek Lethaea Geognostica een voorstel voor het nieuwe geslacht genaamd Chlamydotherium. In de memoires van professor D'Alton uit 1839 heette het Pachypus. De toenmalige directeur van het Natuurhistorisch Museum in Dijon, M.L. Nodot, had het geslacht Schistopleuron genoemd.
Uiteindelijk kreeg het een enkele naam toen de Engelse wetenschapper Richard Owen de overeenkomsten opmerkte van de geslachten die zijn collega's in hun publicaties beschreven. Owen realiseerde zich dat ze allemaal hetzelfde geslacht waren van hun voorstellingen, van schild tot tandstructuur. Hij besloot op Glyptodon wat 'gegroefde of gesneden tand' betekent. De naam werd oorspronkelijk bedacht door Sir Woodbine Parish, de man die enkele Glyptodon-fossielen naar Europa had gestuurd. Die fragmenten van schild en botten die hij stuurde, waren destijds zwaar bestudeerd en hadden geholpen bij de herkenning van het nieuwe geslacht. Na het verenigen van de naam van dit geslacht, bleef Owen werken aan zijn taxonomie. In 1845, na analyse van de fossielen van zijn collega's, noemde hij vier soorten binnen het geslacht: G. clavipes, G. reticulatus, G. ornatus en G. tuberculatus.

## Evolutie
Glyptodon maakt deel uit van de superorde van placentale zoogdieren bekend als Xenarthra. Deze clade van zoogdieren omvat ook miereneters, boomluiaards, gordeldieren en uitgestorven luiaards en pampatheren.

## Verspreiding en habitat
Glyptodon is ontstaan in Zuid-Amerika. Hun overblijfselen zijn gevonden in Brazilië, Uruguay en Argentinië. Van de Glyptodon-soorten toegeschreven aan overblijfselen ontdekt in Brazilië, had G. clavipes het grootste bereik. De verspreiding omvat Noord-, Noordoost- en Zuidoost-Brazilië. G. reticulatus-resten zijn alleen gevonden in Zuid-Brazilië. Vanwege een slecht morfologisch en taxonomisch begrip zijn veel van de soorten van het geslacht en hun verspreidingsgebieden niet geïdentificeerd. Landen als Bolivia, Paraguay en het westen van Uruguay hebben onlangs ontdekt dat ze Glyptodontidae hebben ondergebracht. Materiaal dat eerder was toegewezen aan Glyptodon in het noordoosten van Brazilië, werd opnieuw toegewezen aan Glyptotherium, waardoor de verspreiding van Glyptodon naar de zuidelijke regio van Brazilië werd beperkt. Twee osteodermen met kenmerken die vergelijkbaar zijn met die van Glyptodon zijn echter recent gevonden in de staat Sergipe in het noordoosten, wat suggereert dat beide geslachten in deze regio tijdens het Pleistoceen plaatsvonden.
De omgevingen variëren van beboste gebieden, sub-beboste, tot warm en vochtig, terwijl sommige gewend zijn geraakt aan open, koude gebieden waar graslanden het meest voorkomen. Het voorkomen van het geslacht is ook waargenomen in het zuidwestelijke deel van het Amazonebekken, wat suggereert dat de grote diversiteit van het geslacht te wijten was aan de verschillende klimaten binnen zijn bereik. Tijdens de Great American Interchange, een reeks migraties die plaatsvonden nadat Noord- en Zuid-Amerika waren verbonden door de opkomst van de vulkanische landengte van Panama, migreerde Glyptodon naar Midden-Amerika tot Guatemala. Het nauw verwant geslacht Glyptotherium bereikte de zuidelijke regio van de moderne Verenigde Staten ongeveer 2,5 miljoen jaar geleden.

## Voedingsgewoonten
Twee hoofdgroepen van glyptodonten kunnen worden onderscheiden door hun voedingsgewoonten. Kleinere vroege Mioceen-propalaehoplophoriden hadden smalle snuiten, terwijl grotere post-Mioceen-glyptodonten bredere snuiten ontwikkelden. De kleinere glyptodonten waren selectieve eters, terwijl de grotere glyptodonten massaeters waren. Vanwege hun lichaamsvorm en fusie van de cervicale wervels zouden alle leden van Glyptodon echter dicht bij de grond moeten foerageren. Hun craniomandibulair gewricht beperkte hun kaak tot zijwaartse beweging. De voedingsgewoonten van Glyptodon, gebaseerd op hun kaakmorfologie, waren herbivoor. Glyptodon had een ontwikkeling van de osteodentinekammen in hun kaak die een effectieve maalmolen opleverden, waardoor de voedseldeeltjes werden geduwd en gescheurd door constante beweging van de onderkaak, waardoor Glyptodon zijn voedingsbehoeften kon consumeren. Ze hadden een goed ontwikkeld snuitspierstelsel, samen met een mobiel nekgebied dat hen hielp voedsel veilig te stellen.
Net als de meeste andere xenarthranen hadden glyptodonten een lagere energiebehoefte dan de meeste andere zoogdieren. Ze zouden kunnen overleven met lagere innamepercentages dan andere herbivoren met vergelijkbare massa. Glyptodon graasde in de buurt van waterbronnen zoals rivieren en meren. Op basis van stabiele isotoopanalyse is het duidelijk dat het dieet voornamelijk bestond uit tweezaadlobbige bomen en eenzaadlobbige grassen.
Gedrag
Van glyptodonten wordt verondersteld deel te hebben genomen aan intraspecifieke gevechten. Zoölogen veronderstellen dat, aangezien de staart van Glyptodon erg flexibel was en ringen van benige platen had, deze als een wapen in gevechten werd gebruikt. Hoewel zijn staart zou kunnen worden gebruikt voor de verdediging tegen roofdieren, suggereert bewijs dat de staart van Glyptodon in de eerste plaats was voor aanvallen op zijn eigen soort. Een fossiel van G. reticulatus vertoont schade aan het oppervlak van zijn schild. Een groep zoölogen berekende de hoeveelheid kracht die nodig was om het schild van Glyptodon te breken. De berekening toonde aan dat Glyptodon-staarten het schild konden breken. Glyptodon vocht waarschijnlijk tegen elkaar om territoriale of paringsgeschillen te beslechten, net als van man tot man vechten tussen herten met hun gewei.

## Anatomie
Schedel

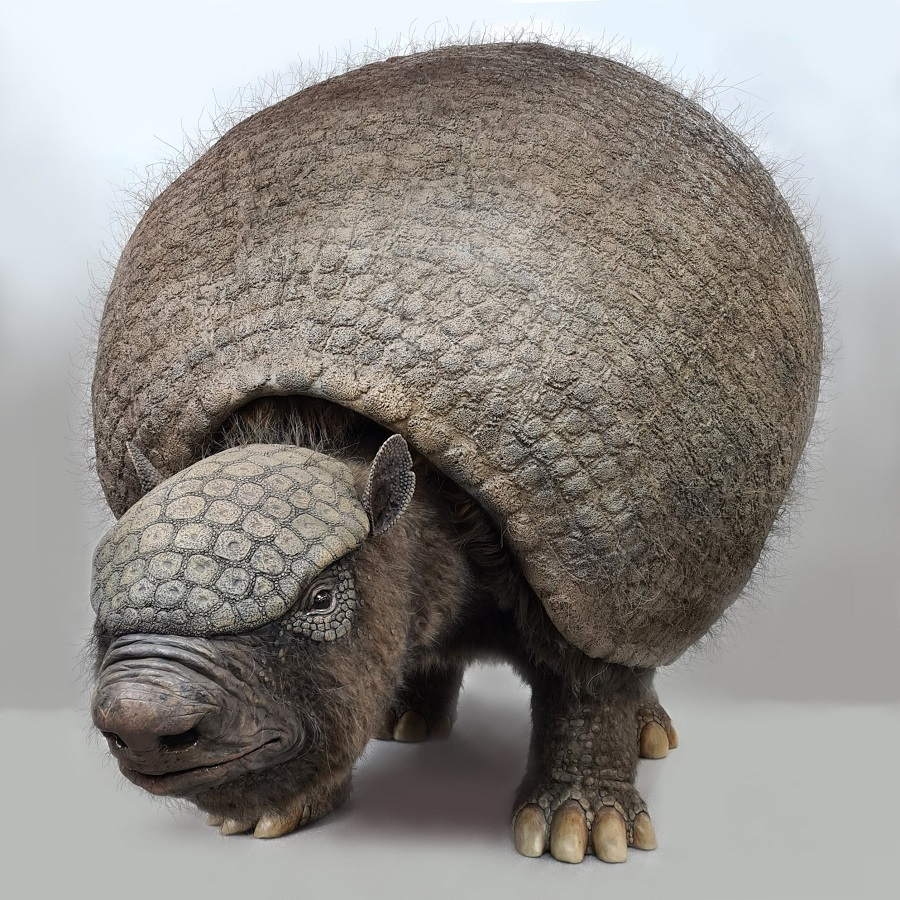
Glyptodon model reconstructie gemaakt door Jaap Roos

De neuspassage werd verminderd met zware spieraanhechtingen voor een onbekend doel. Sommigen hebben gespeculeerd dat de spieraanhechtingen voor een proboscis of slurf waren, net als die van een tapir of olifant. De onderkaken waren zeer diep en hielpen bij het ondersteunen van massieve kauwspieren om grove vezelige planten te helpen kauwen. Tanden leken op die van een gordeldier, maar werden aan weerszijden geribbeld door diepe groeven. De voorste tanden waren samengedrukt, terwijl de achterste tanden cilindrisch waren. Een opvallende staaf bot steekt naar beneden uit op de wang, die zich uitstrekt over de onderkaak, misschien een anker voor krachtige snuitspieren. Een andere suggestie, gedaan door A.E. Zurita en collega's, is dat de grote neusholtes kunnen worden gecorreleerd met het koude droge klimaat van Pleistoceen in Zuid-Amerika.
Osteodermen
Vóór het Pleistoceen werden de osteodermen van Glyptodon bevestigd door syntosen en werden gevonden in dubbele of drievoudige rijen aan de voorkant en zijkanten van de randen van het schild, evenals in het pantser van de staart en het cefalische schild. De osteodermen van het schild waren conisch met een afgeronde punt, terwijl die op de staart gewoon conisch waren. De sulci tussen deze verhoogde structuren waren diep en breed met parallelle lijnen. In de vroege jaren 2000 werd de aanwezigheid van osteodermen op het gezicht, de achterpoten en de onderkant van Glyptodon bij verschillende soorten bevestigd. De fossielen met deze kenmerken kwamen uit het Pleistoceen. Deze kleine tot middelgrote gehoorbeentjes waren eigenlijk ingebed in de lederhuid en waren niet verbonden in een patroon.
De verschijning van deze nieuwe eigenschap valt samen met de komst van Noord-Amerikaanse roofdieren in Zuid-Amerika als onderdeel van de Great American Interchange, nadat de twee continenten ongeveer drie miljoen jaar geleden werden verbonden. Om deze reden veronderstellen sommige wetenschappers dat de osteodermen zich ontwikkelden als een defensief/offensief mechanisme. Dit geloof wordt bevorderd door de ontdekking van een gebroken dorsaal pantser, wat impliceert dat Glyptodon fysiek in conflict was geweest met andere soorten.
Rugschild
Het werd bedekt door een beschermend omhulsel bestaande uit meer dan 1.000 botten van 2,5 centimeter dik, osteodermen of schubben genoemd. Elke soort glyptodont had zijn eigen unieke osteodermpatroon en schaaltype. Met deze bescherming waren ze gepantserd als schildpadden. In tegenstelling tot de meeste schildpadden, konden glyptodonten hun hoofd niet terugtrekken, maar hadden in plaats daarvan een benige dop op hun schedel. Zelfs de staart van Glyptodon had een ring van botten voor bescherming. Zo'n enorme schaal had aanzienlijke steun nodig, blijkend uit kenmerken zoals versmolten wervels, korte maar massieve ledematen en een brede schoudergordel.
Staart

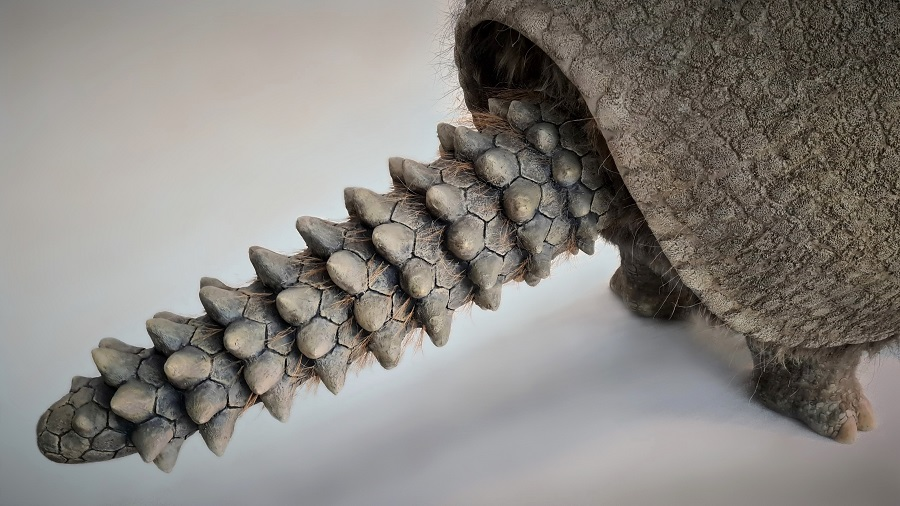
Glyptodon staart reconstructie door Jaap Roos

Glyptodon clavipes hadden een staart bedekt met vrije benige ringen van dermale structuren die zorgden voor een sterke, flexibele en mobiele appendix. Hierdoor kon hij de spieren langs zijn staart gebruiken om hem krachtig te slingeren. De ringen in de staarten van andere glyptodonten waren met elkaar versmolten, waardoor de staart een enkel stuk stijf bot was. Een voorbeeld hiervan is Doedicurus.
De accessoire ring, of caudale ring 1 heeft een korte dubbele rij kleine schubben. De proximale rij heeft verschillende kleine vijfhoekige schubben. De distale rij bevat meer grote vijfhoekige schubben dan de staartrij. De schubben op de proximale rij hebben een convexe vorm en elke schub ondersteunt een paar haarzakjes. Ring 2 is de eerste volledige staartring en het is de grootste ring. Het bestaat uit twee volledige rijen stevig gehechte schubben. De distale/eindigende schubben zijn groter en hun vrije marges zijn afgerond en produceren een waaierachtige vorm. Ring 3, de tweede complete ring, is bijna hetzelfde als ring 2 behalve dat de kleinere maat en enkele van de schubben aan de eindrij de proximale marge bereiken, de proximale schubben verdringen en de proximale rij onvolledig maken ondanks hetzelfde aantal twintig schubben in beide rijen. Ringen 4–10 hebben afnemende diameters en toenemende maximale lengte aan de achterkant (van 4 tot 10). De ringen hebben dubbele rijen en hebben een afnemend aantal schubben in elke rij van ring 4 tot ring 10. Glyptodon heeft mogelijk hun staart gebruikt om te strijden om middelen en ook als sieraad bij het strijden om seksuele partners.
Wervelkolom
Glyptodon had dertien opeenvolgende wervels. Vier van de dertien voorste wervels liggen zo dicht bij elkaar dat ze nauwelijks waarneembaar zijn. De andere wervels zijn verbonden door hechtingen, die verder uit elkaar komen naarmate ze dichter bij het achterste zijn. Elk centrum is een dunne botplaat die zodanig buigt dat een holle cilinder ontstaat. De cilinder in de wervels is veel groter in diameter nabij de voorzijde dan de hinderwervels. De voorste wervel is even breed als het achterste deel van het trivertebrale bot. De volgende wervels versmallen snel tot de vierde wervel, die niet meer dan drievijfde zo breed is als de eerste.
Gezichtsvermogen
Rod monochromatie is een zeldzame aandoening die wordt gekenmerkt door de afwezigheid van kegel fotoreceptorcellen in de ogen van gewervelde dieren. Het resulteert in kleurenblindheid en een slecht zicht bij weinig licht en blindheid in fel licht. Xenarthranen gebruikten hun zicht hoogstwaarschijnlijk alleen 's nachts, tijdens schemering en in holen. De onderbeplanting van de regenwouden van Zuid-Amerika kan echter overdag donker genoeg zijn geweest om beperkt zicht te vergemakkelijken voor soorten die daar woonden. Het zware schild van de uitgestorven glyptodonten en de grote lichaamsgrootte zouden hun onvermogen om naderende roofdieren te zien kunnen hebben gecompenseerd.

## Predatie
Glyptodon was misschien ten prooi gevallen aan dieren zoals de sabeltandkatten Smilodon en Homotherium, de gigantische kortzichtige beer Arctotherium, verschrikkelijke wolven en terreurvogels. Het bewijs voor predatie op glyptodonten door mensen is zeer schaars, beperkt tot een Pliocene schedel (Glyptotherium) in Noord-Amerika en enkele recente pleistoceen-vroege Holocene exemplaren in Zuid-Amerika, met tekenen van menselijke consumptie.

## Uitsterven
Er zijn aanwijzingen dat mensen glyptodonten tot uitsterven hebben gedreven. Jagers hebben mogelijk de schilden van dode dieren gebruikt als schuilplaatsen bij slecht weer. Bewijs uit de archeologische vindplaatsen Campo Laborde en La Moderna in de Argentijnse Pampas suggereert dat glyptodonten relatief Doedicurus en een andere glyptodont overleefden tot het vroege Holoceen, dat minimaal 4000 jaar samen met mensen bestond. Deze overlapping biedt ondersteuning voor modellen die de uitsterven van het Zuid-Amerikaanse Pleistoceen tonen als gevolg van een combinatie van klimaatverandering en antropogene oorzaken. Deze vindplaatsen zijn geïnterpreteerd als vindplaatsen die worden gebruikt voor het afslachten van de megafauna (Megatherium en Doedicurus). Een deel van de chronologie is echter problematisch en controversieel geweest, vanwege het slechte behoud van het collageen dat wordt gebruikt voor datering.